# Théorie du doux commerce

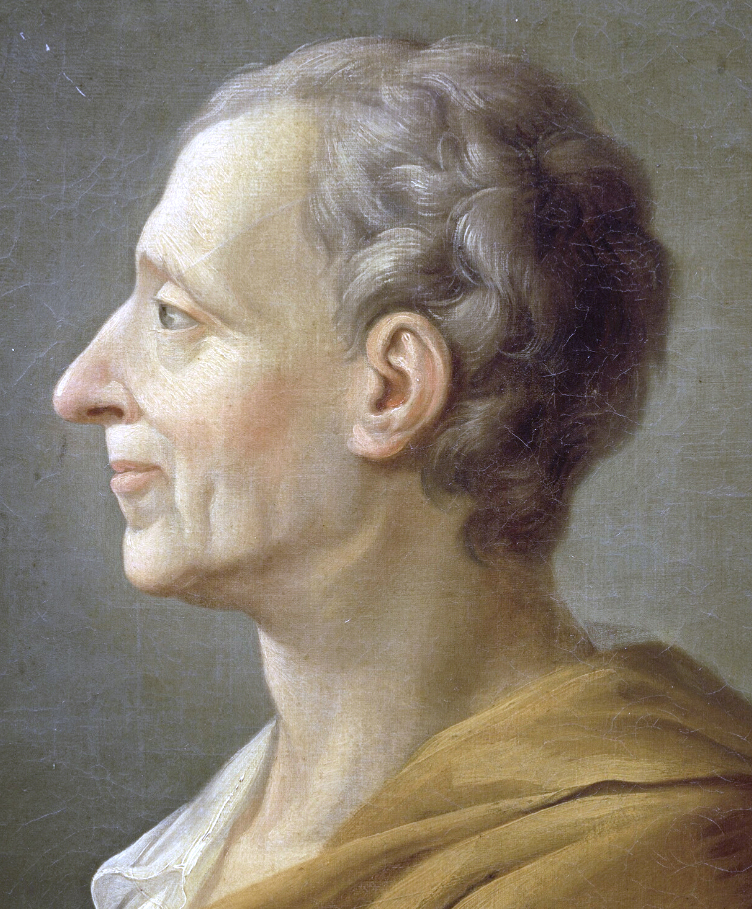
Montesquieu en 1728, considéré comme le père de la théorie du doux commerce (peinture anonyme).

La théorie du doux commerce est une théorie politique et économique selon laquelle les échanges commerciaux entre pays favorisent la bonne entente politique et réduisent le risque qu'ils entrent en guerre, car les deux acteurs s'appauvriraient mutuellement en détruisant la richesse de l'adversaire. Le nom de « doux commerce » provient de Montesquieu, souvent considéré comme le père de cette théorie. Elle est l'une des principales thèses de l'école de pensée libérale des relations internationales.

## Concept
La théorie du doux commerce dispose que les relations commerciales entre des pays créent des liens d'interdépendance entre ces derniers, et que ces liens incitent les gouvernements à ne pas entrer en guerre. Lorsque l'économie d'un pays A dépend partiellement du pays B, si A attaque B, il détruit en partie sa propre économie. Montesquieu conclut que le commerce « adoucit et polit les mœurs barbares ».
Jeremy Bentham écrit à son tour, en 1781, que lorsque deux pays sont composés de marchands qui ont besoin des marchands et acheteurs de l'autre pays pour s'enrichir, les pays entrent moins souvent en guerre car les marchands se coalisent pour empêcher leur gouvernement de ce faire. Cet argument est par la suite élargi : plusieurs auteurs suggèrent que les pays démocratiques sont moins en guerre que les pays despotiques car la population, voyant les conséquences économiques d'un conflit, font pression sur leurs gouvernements pour ne pas faire la guerre.

## Vérifications ultérieures
La théorie a fait l'objet d'examens académiques, notamment au XXIe siècle. L’Oxford Handbook of the Political Economy of International Trade synthétise 31 études académiques qui ont cherché à vérifier la théorie. 14 ont abouti à la conclusion que le commerce réduit les risques de guerre ; 4 ont abouti à la conclusion que le commerce augmente le risque de guerre ; 13 ont conclu que l'effet était soit nul, soit indéterminé.
Des études réalisées dans les années 2000 entendent dépasser la théorie en montrant que ce ne sont plus les flux commerciaux qui sont déterminants dans le maintien de la paix, mais les flux d'investissement direct étranger. Les pays seraient plus dépendants à leur égard, rendant le coût d'opportunité de leur suppression plus élevé. Dans une étude de 2007, Gartzke soulève la possibilité que les flux financiers (échanges d'obligations, de devises sur le Forex, etc.) aient une importance plus grande encore dans les économies financiarisées.

## Critiques et débats

### Facteurs négligés
Dans une étude de 1999, Morrow montre, à partir d'un modèle fondé sur la théorie des jeux, que le commerce ne peut être un facteur déterminant de la décision d'entrer ou pas en guerre que s'il est soutenu par d'autres facteurs.

### Commerce comme source de tensions et de conflits
L'école réaliste des relations internationales s'oppose à la vision du commerce comme un facteur adoucissant dans les relations entre les Etats. Thucydide, souvent considéré comme le premier penseur réaliste des relations internationales, soutient dans la Guerre du Péloponnèse que l'Athènes antique et Sparte sont entrées en guerre car la première était devenue un concurrent commercial important. Henry Morgenthau soutient ainsi en 1948, dans Politics Among Nations, que le commerce, en ce qu'il enrichit l’État, est une source de puissance et peut donc entraîner une accumulation du pouvoir militaire, préparant donc à la guerre. Pour Kenneth Waltz, l'interdépendance favorise les contacts entre les pays, or, plus il y a de contacts, plus il y a de risques de conflit. 
Une étude statistique de Barbieri de 1996 montre que si des relations commerciales faibles ou moyennes permettent en effet de réduire la probabilité de guerres, des relations trop fortes les encouragent au contraire. 
L'école marxiste des relations internationales soutient aussi que le commerce est une exacerbation de la compétition capitalistique. 

### Conflits en situation de paix commerciale
La Première Guerre mondiale est présentée par les opposants à la théorie du doux commerce comme une réfutation de celle-ci. Les échanges commerciaux entre la France et l'Allemagne n'avaient jamais été aussi forts que dans les années 1910, ce qui n'a pas empêché le conflit. Les tenants de la théorie du doux commerce remarquent toutefois que la guerre a commencé dans les Balkans, où le commerce était principalement local.